# Real santuario del Santísimo Cristo de La Laguna
Il Real santuario del Santísimo Cristo de La Laguna (santuario reale di Cristo de La Laguna) è una chiesa cattolica situata nella città di San Cristóbal de La Laguna, sull'isola di Tenerife (Isole Canarie, Spagna). Accanto a questo santuario è la plaza del Cristo de La Laguna. Uno dei templi spirituale più importanti delle Isole Canarie, perché all'interno è l'immagine di Cristo crocifisso molto venerato in tutto l'arcipelago, chiamato il Cristo de La Laguna.

## Storia
La chiesa fu costruita nel 1580 per ordine di Alonso Fernández de Lugo (vincitore dell'isola). La chiesa è parte di un convento francescano ed è a navata unica, alta e stretta. Questo è stato il primo monastero francescano fondato sull'isola di Tenerife.
All'interno, una pala d'altare realizzata interamente in argento, è unico nelle isole Canarie, in quanto altare è l'immagine del Cristo de La Laguna. Diversi papi hanno concesso indulgenze verso il santuario che vengono concessi alla basilica di San Giovanni in Laterano a Roma. Nel 1906, il re di Spagna, Alfonso XIII ha dato titolo reale al santuario.
Anche nella chiesa sono le immagini e dipinti di altri santi, come sant'Antonio da Padova, l'Immacolata Concezione, san Francesco d'Assisi, santo Bambino Gesù degli Afflitti, santa Rosa da Viterbo e san Michele arcangelo, tra molti altri.
Dalla Settimana santa di 2014 il santuario ospita una replica della sindone di Torino, di cui ci sono solo due copie esatte in Spagna. Questa riproduzione è stata donata dalla Delegazione delle Isole Canarie nel  Centro Español de Sindonología ed è presente l'unico fedele riproduzione nelle isole Canarie della Sindone. Il fatto che questa riproduzione della Sindone è attualmente la replica più accurata esistente dell'originale conservato a Torino. Già nel 2000, nel Santuario del Cristo de La Laguna si è tenuta la prima messa venerazione della sindone nelle isole Canarie per commemorare l'ostensione della Sindone nel duomo di Torino in occasione dell'anno giubilare.

## Galleria d'immagini

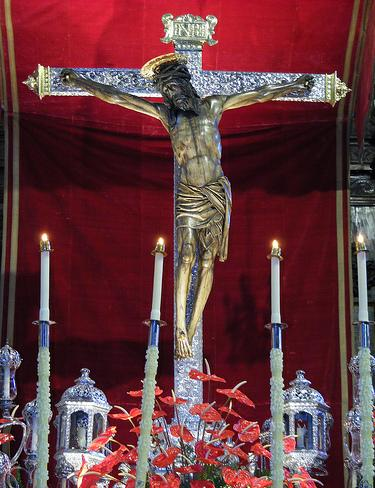
Cristo de La Laguna.
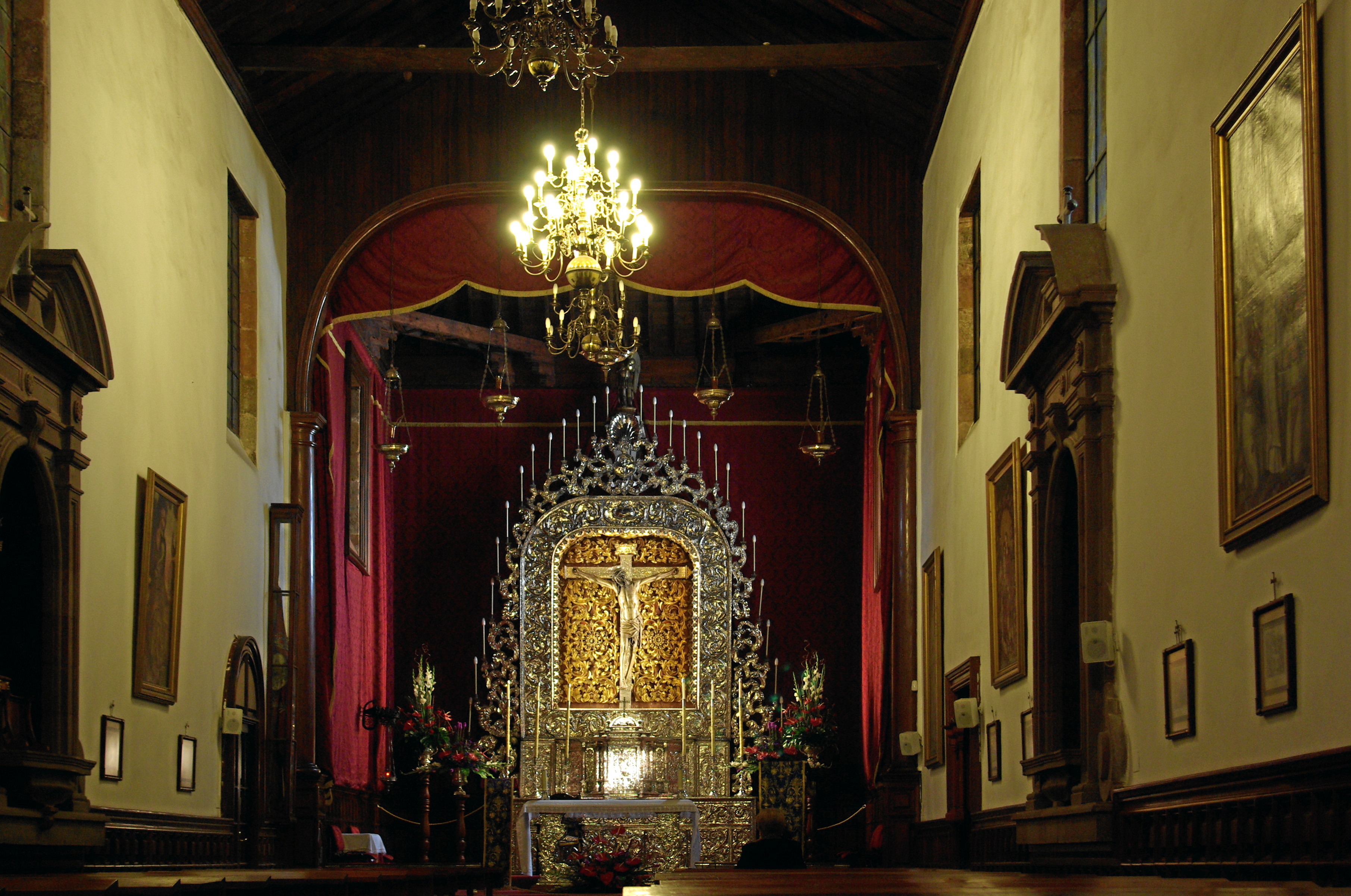
Interno del santuario e l'immagine di Cristo sull'altare.
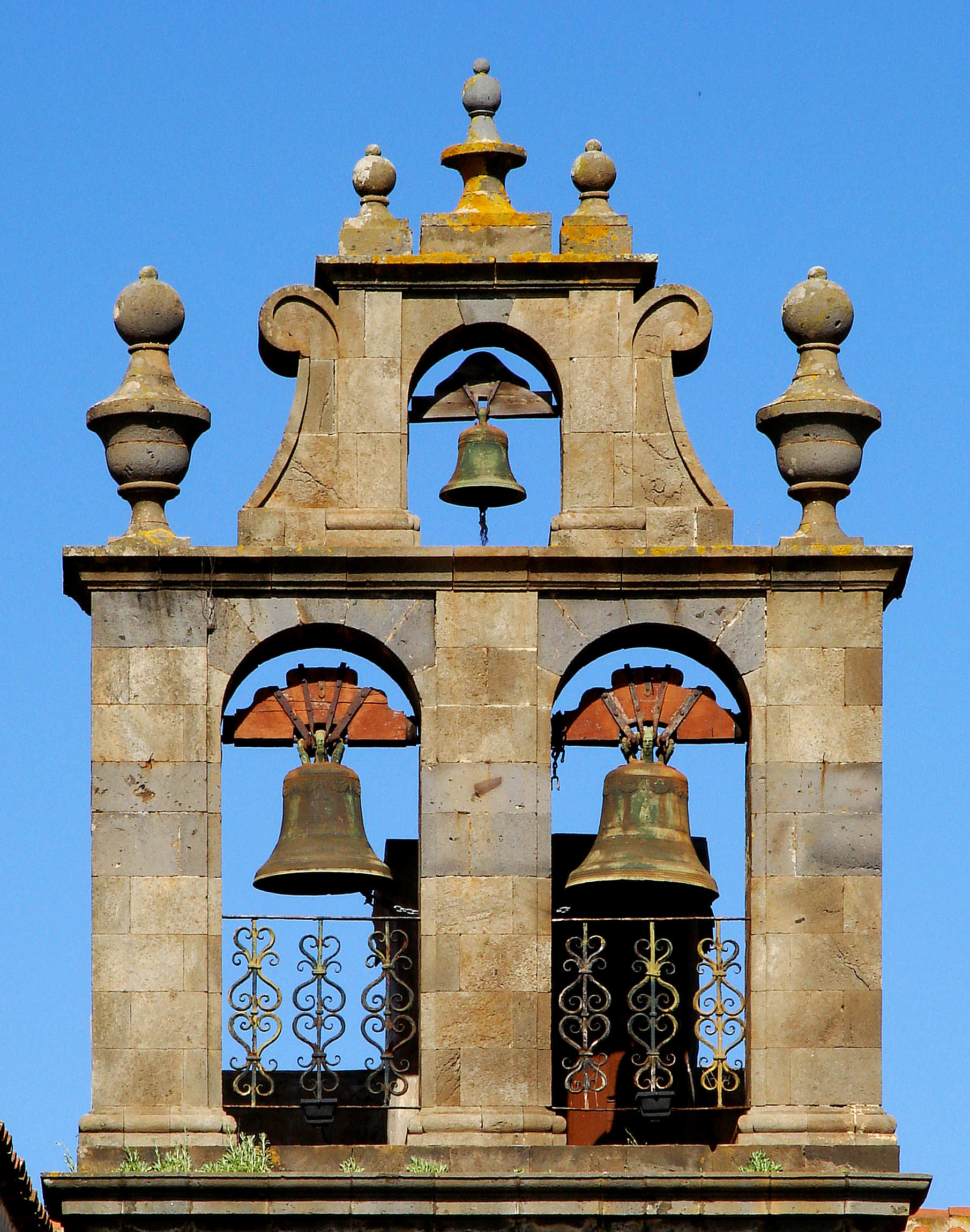
Campanile di santuario.
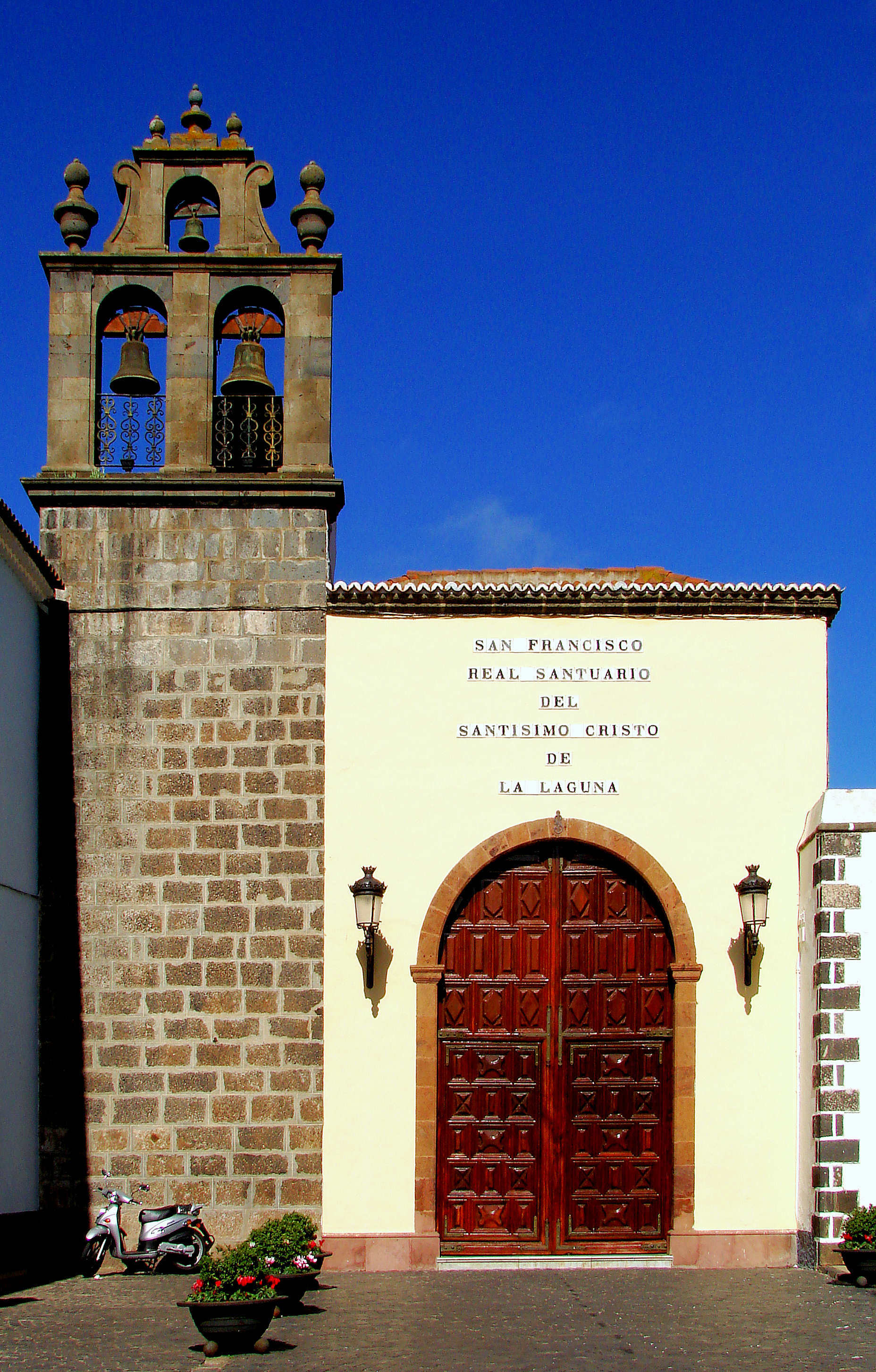
Facciata della chiesa.
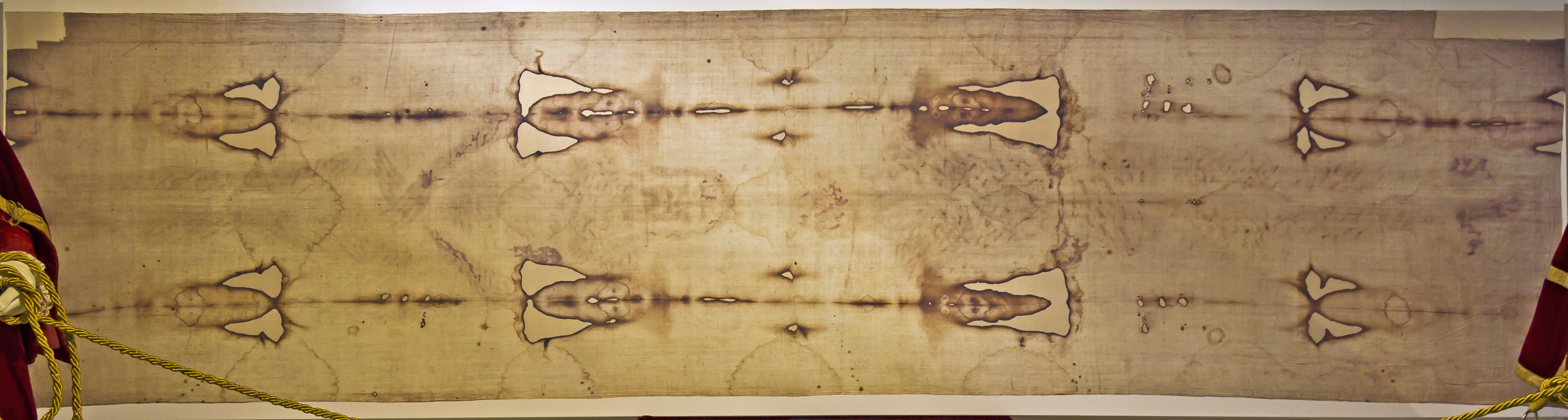
Replica della Sindone di Torino. Si trova presso il Museo del Santuario.
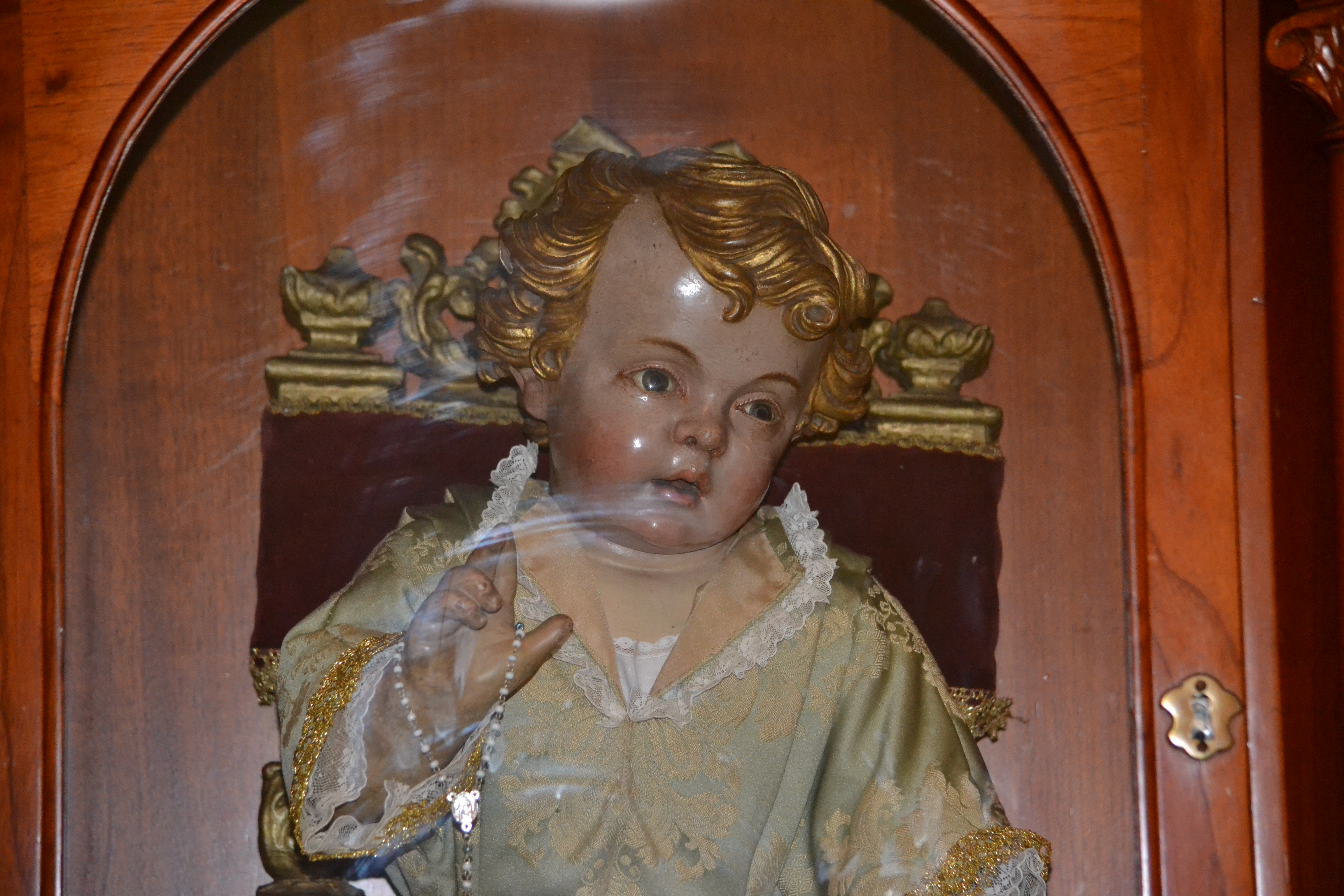
Santo Bambino Gesù degli Afflitti.